# پمبروک، پمبروکشر
پمبروک (به انگلیسی: Pembroke) یک شهرک در ولز است که در پمبروکشر واقع شده‌است پمبروک ۷٬۵۵۲ نفر جمعیت دارد.